# اعظم خاتم
اعظم خاتم، مدرس دانشگاه یورک، دکتری مطالعات محیطی، پژوهشگر، مدرس، دکترای مطالعات شهری از دانشگاه یورک کانادا است و در زمینه‌های توسعه، توسعه گرایی، تولید فضا و تولید دانش، مدرنیزاسیون، مطالعات شهری کار کرده است. او یک پژوهشگر وابسته در مؤسسه مطالعات شهری و مدرس دانشکده هنرهای آزاد و مطالعات حرفه‌ای در دانشگاه یورک است. او پیش از آغاز برنامه دکتری خود، به مدت پانزده سال به‌عنوان برنامه‌ریز شهری حرفه‌ای فعالیت داشت. او در ژوئن ۲۰۱۶ دکترای خود را با موضوع همگرایی توسعه‌گرایی، رویه‌های جهانی‌سازی و نئولیبرالیسم در اصلاحات شهری تهران دریافت کرد. زمینه‌های پژوهشی او شامل مدرنیزاسیون و تولید فضا، حکمرانی شهری و منطقه‌ای، مسکن اجتماعی، جنسیت و فضا، و روش‌های تحقیق است.
اعظم خاتم سابقه‌ای طولانی در تحقیق، تدریس و انتشار در زمینهٔ معضلات توسعه و مسائل شهری در ایران و خاورمیانه دارد. او تحصیلات خود را در دانشگاه تهران در حوزهٔ جامعه‌شناسی آغاز کرد و سپس دکترای خود را در زمینهٔ مطالعات شهری از دانشگاه یورک کانادا دریافت نمود. او در دهه‌یِ هفتاد و هشتاد شمسی از یکسو به عنوان برنامه‌ریزِ شهری و توسعه در طرح‌های مختلف فعالیت می‌کرد و از سوی دیگر به عنوان محقق مستقل در انجمن جامعه‌شناسی ایران مسئولیت گروه شهر را بر عهده داشت. او طی دههٔ گذشته در دانشگاه یورک در زمینهٔ توسعه‌گرایی، مدرنیزاسیون، تولید فضا و تولید دانش تدریس و تحقیق کرده است. مقالات انگلیسی او را می‌توان در مجلاتی چون Society and Space, Cities, Esprit, Middle East Report و Jadaliyya به چاپ رسیده است.

## جایزه‌ها
- جایزه تحصیلات تکمیلی در مطالعات محیطی، یونیلیور کانادا (۲۰۱۱)
- بورسیه تحصیلات تکمیلی، شورای تحقیقات علوم اجتماعی و انسانی (۲۰۱۰–۲۰۱۲)
- بورسیه تحصیلات تکمیلی انتاریو (۲۰۰۸–۲۰۱۰)
- بورسیه دکتری دانشگاه یورک (۲۰۰۸–۲۰۱۲)
- کمک‌هزینه ارتباطی برای کارگاه مقایسه‌ای شهرنشینی در منطقه خاورمیانه و شمال آفریقا، مؤسسه فرانسوی پژوهش در تهران و رباط (۲۰۰۷–۲۰۰۸)
- کمک‌هزینه تحقیقاتی برای پژوهش مشترک دربارهٔ اقتدار، جنسیت و فضای عمومی در ایران و ترکیه، شورای تحقیقات علوم اجتماعی، نیویورک (۲۰۰۱–۲۰۰۲)[۱]

## انتشارات
- «به سوی شهری‌سازی سیاره‌ای تفکیکی: نگاهی از شهرهای خاورمیانه» (هم‌نویسنده با اودد هاس، ۲۰۱۸)، منتشر شده در Environment and Planning D: Society and Space[۱]
- «فضای بازتعریف‌شده: عمومیت و سیاست در خیابان انقلاب»، در کتاب Beyond the Square: Urbanism and the Arab Uprisings، ویراستاری شده توسط شارپ و پانتا (۲۰۱۶)[۱]
- «تمرکززدایی و ابهامات سیاست محلی در تهران» (هم‌نویسنده با کشاورزیان، ۲۰۱۶)[۱]
- «نوسازی شهری در ایران: از مداخله‌گرایی دولتی تا سوداگری»، در کتاب Le Téhéran des quartiers popularizes, transformation urbaine et société civile en République Islamique، ویراستاری شده توسط مینا سعیدی-شروز (۲۰۱۳)[۱]
- بحران مسکن، بحران خانوادگی، روزنامه هم‌میهن، 1403[۴]
- سیاست خیابانی و حجاب در جنبش «زن، زندگی، آزادی»[۵][۶]
- خودمختاری محلی و تعلیق قدرت دولت در طرح توسعه الشتر، نشریه گفتگو» دوره ۱۴۰۰، شماره ۹۱ (اسفند 1400)[۷]
- کتاب شهر و زمین لرزه، رویکردی چند رشته‌ای به علل مرگباری زمین لرزه در شهرهای ایران، (ویراستار)، تهران: آگه (1389)[۱][۸]
- گفتارها و سیاست‌های توسعه در ایران بعد انقلاب[۷]
- شوراها و تغییر مسیر حکمرانی شهری دربارهٔ گفتارهای اقتصاد سیاسی اصلاحات در تهران، نشریه گفتگو» دی ۱۳۹۶ شماره74[۷]
- لشکر حاشیه نشینان؛ پرونده‌ای دربارهٔ حاشیه‌نشینی و گورخوابی، نویسندگان: حسین ایمانی جاجرمی، اعظم خاتم، مجید روستا، نشریه مهرنامه» اسفند ۱۳۹۵ شماره51[۷]
- کتاب توانمندی زنان، نقدی بر رویکردهای رایج توسعه، نوشته نایلا کبیر، ویویان وی، فریدا شهید، مترجمان فاطمه صادقی، اعظم خاتم، نشر آگاه، 1395[۹]
- حصار تهران، تجدد و مدرن‌سازی شهری در عصر مشروطه، نویسنده: اعظم خاتم، نشریه گفتگو» تیر ۱۳۹۳ شماره64[۷]
- عسلویه در آیینه آبادان: از شرکت - شهر تا اردوگاه‌های کارکنان نفت در ایران، نشریه گفتگو» مهر ۱۳۹۱ شماره60[۷]
- طرح توانمندسازی و ساماندهی سکونتگاه‌های غیررسمی شهر اصفهان (مطالعات وضع موجود)، نویسندگان: اعظم خاتم، سوسن کرمانی، مهندس مسعود جودی، مهندس مانی معمارصادقی، سرو حوری، نشریه هفت شهر» بهار و تابستان ۱۳۸۸ شماره27-28[۷]
- مدیریت یکپارچه و حل مسئله اسکان غیررسمی: شرایط تحقق طرح مجموعه شهری تهران، نویسندگان: مجید غمامی، اعظم خاتم، کمال اطهاری، ویراستار: روحی افسر، انتشارات شهیدی - 1386[۷]
- چالش‌های بهسازی شهری در ایران با نگاهی به تجربه بریانک، نویسنده: اعظم خاتم، نشریه اندیشه ایرانشهر» ۱۳۸۵ شماره9-10[۷]
- تغییر نقش زنان در حوزه عمومی و خصوصی، 1386[۱۰]
- جهانی شدن و نیروی کار، 1383[۱۰]
- بازار و مرکزیت شهر، 1386[۱۰]
- کارگران غیررسمی و سیاست اجتماعی در بخش مسکن، 1382[۱۰]
- تجربه تشکیل شورای شهر در ایران، 1381[۱۰]
- پیشرفت اجتماعی جامعه شهری در دهه چهل و پنجاه، 1380[۱۰]
- فعالیت سازمان‌های غیردولتی در زندگی شهری ایران، 1380[۱۰]
- ساختار اشتغال زنان شهری قبل و بعد از انقلاب اسلامی، 1379[۱۰]